# Артилерийска граната
Артилерийската граната (преди просто – Граната) е фугасен артилерийски снаряд от периода 17 – 19 век за полеви оръдия относително малък калибър (под 1 пуд, т.е. 196 mm; по-тежките снаряди се наричали бомби). Артилерийските гранати получават своето име от ръчната граната.
Такива снаряди по устройство не се отличават от тогавашните ръчни гранати и представляват кухо чугунено кълбо (сфера), напълнено с барут, с дървена тръбичка, изпълняваща ролята на дистанционен взривател (фитил), също пълна с барут; при ръчната граната тръбичката се запалва ръчно, артилерийската граната се възпламенявала от барутните газове при изстрела. Използвани са и картечни гранати, напълнени с картеч (виж шрапнел) и запалителни гранати, пълни със смес от барут и запалително вещество. Гранатите се използват за стрелба от полевите оръдия и леките гаубици.
Около 1900 г. Енциклопедичния речник на Брокхауз и Ефрон определя гранатата (под която се подразбира изключително артилерийските снаряди) като „универсален снаряд, не приспособен изключително към някой конкретен вид поражение: тя може да поразява с осколки, образувани от разрушаването на снаряда при възпламеняването на взривния заряд; да разрушава сгради с ударното си действие и разбива насипи с действието на газовете от детонацията на заряда (фугасно действие)“. Гранатите със специализирано предназначение той дели на картечни и фугасни.
След въвеждането на коничните снаряди тяхното разделение на „бомби“ и „гранати“ се задържа само от инерцията; от времето на Първата световна война термина „граната“ остава само за ръчните гранати и снарядите за гранатомета – (гранатометните гранати), „бомба“ – за авиационните бомби, а артилерийските снаряди стават просто „снаряди“.